# Корридон, Мари
Мари Луиз Корридон (англ. Marie Louise Corridon, в замужестве Мортелл (англ. Mortell); 5 февраля 1930, Норуолк, Коннектикут, США — 26 мая 2010, Норуолк, Коннектикут, США) — американская пловчиха, олимпийская чемпионка Игр в Лондоне (1948) в эстафете 4×100 м вольным стилем.
Начала заниматься плаванием в 5-летнем возрасте. В 1948 году победила на чемпионате США на дистанции 100 ярдов вольным стилем. В том же году на Играх в Лондоне в составе национальной сборной выиграла эстафету 4×100 м с итоговым олимпийским рекордом (4:29,2). В 1950 году вновь первенствовала на чемпионате США на дистанции 100 ярдов.
По окончании спортивной карьеры работала работала в аппарате Олимпийского комитета Соединенных Штатов, а затем — ответственным секретарем в Армейском медицинском центре имени Уолтера Рида. По возвращении в Норуолк, работала представителем по связям с общественностью местной больницы.